# تايب 22 (فئة زورق صواريخ)
زوارق تايب 22 (تسمية الناتو: فئة Houbei) هي فئة من زوارق الصواريخ تخدم في بحرية جيش التحرير الشعبي الصيني. وقد تم تدشين أولها في أبريل 2004 من قبل هودونج-تشونج هوا لبناء السفن في شنغهاي.
تمتاز هذه القوارب بصفات الشبحية Stealth features ، كما أنها تعتمد في تصميمها على التصميم الأسترالي كاتاماران فتتميز بكونها أكثر استقراراً بالمقارنة بمثيلاتها من زوارق الصواريخ السريعة في حالة البحر العالية. وهناك ما يقرب من 83 زورق من هذه الفئة في الخدمة حالياً، وهي موزعة على ثلاثة أساطيل، وقد تم إنتاجها على مدى سبع سنوات.

## التصميم
زورق الصواريخ تايب 22 هو مدخل الصين إلى قائمة متنامية من الزوارق الهجومية الصاروخية والتي تشمل زورق الصواريخ الفنلندي فئة هامينا Hamina class missile boat وزورق الدورية النرويجي فئة سكيولد Skjold class patrol boat.
تصميم كاتاماران AMD catamaran الأسترالي ذو الهيكل المزدوج يمنح الزوارق من فئة تايب 22 القدرة على تخفيض 50٪ من الإعاقة لسرعة السفينة في ظروف البحر المرتفعة (بينما سيكون أداء زوارق الهيكل المنفرد لا يتجاوز نصف قدرتها  القصوى، أو ربما أقل). وعلاوة على ذلك، فإن انحسار البحر والارتباك ينخفضان بدرجة كبيرة، مما يحسن الاستعداد القتالي / الوعي الظرفي لمشغلي الزورق الصغير في مثل هذه الظروف.
وقد تم تصميم البنية الفوقية للزورق (الشبحي) على شكل مضلع مع مدفع شبحي مثبت، علاوة على وجود وصلة بيانات «داتالينك C4» متقدمة، والتي قد توفر نوعا من القدرة على السماح لطائرات الأواكس أو السفن الأخرى لتوجيه صواريخ الزورق تايب 22. كما أن البدن الألمونيومي يسمح باستخدام تقنية اللحام Friction stir welding.

## القدرات

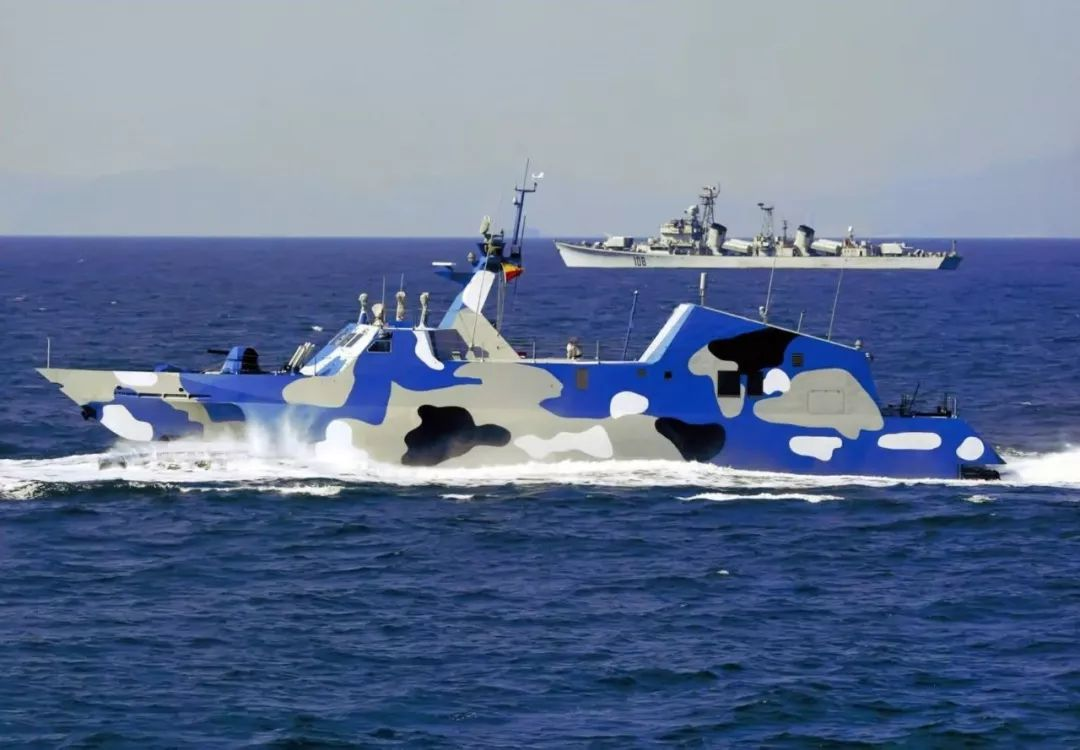
أحد زوارق الفئة تايب 22

تم تصميم تايب 22 للقيام بدوريات في المناطق الساحلية للصين والعمل بداخلها.
وبما أن كل سفينة من السفن الثلاثة والثمانين مسلحة بثمانية صواريخ مضادة للسفن، فإن بعض المراقبين يتصورون أن حجماً هائلاً من النيران الصوارخية يحتمل أن تطغى على أي أسطول معادي، بما في ذلك مجموعة حاملة طائرات قتالية.
وعلى الرغم من أن الهجوم الصاروخي يشكل تهديدا لسفن السطح المعادية، فإن قوارب القذائف الصغيرة -تاريخياً- كانت ضعيفة في المواجهات البحرية الكبرى ضد السفن الأكبر والطائرات، وبالتالي فإن زوارق تايب 22 ستكون معرضة للخطر عند العمل خارج غطاء الدفاع الجوي.